# Bayreuth Hauptbahnhof
Bayreuth Hauptbahnhof 1853. november 18-án nyílt meg. Forgalma alapján a német vasútállomás-kategóriák harmadik csoportjába tartozik.

## Kapcsolódó vasútvonalak
- Weiden (Oberpf)–Neuenmarkt-Wirsberg railway
- Schnabelwaid–Bayreuth-vasútvonal
- Bayreuth–Warmensteinach-vasútvonal

## Forgalom
| Vonatnem | Útvonal                                                                                                   | Ütem     |
| -------- | --- | -------- |
| RE       | Hof Hbf – Münchberg – Bayreuth Hbf – Nürnberg Hbf                                                         | 120 perc |
| RE       | Bayreuth Hbf – Pegnitz – Hersbruck (r Pegnitz) – Nürnberg Hbf                                             | 120 perc |
| RE       | Lichtenfels – Neuenmarkt-Wirsberg – Bayreuth Hbf – Pegnitz – Hersbruck (r Pegnitz) – Nürnberg Hbf         | 120 perc |
| RE       | Bayreuth Hbf – Neuenmarkt-Wirsberg – Lichtenfels – Bamberg                                                | 120 perc |
| ag       | Bad Rodach – Coburg – Lichtenfels – Neuenmarkt-Wirsberg – Bayreuth Hbf – Kirchenlaibach – Weiden (Oberpf) | 60 perc  |
| ag       | Hof Hbf – Oberkotzau – Marktredwitz – Kirchenlaibach – Bayreuth Hbf                                       |          |
| ag       | Bayreuth Hbf – Döhlau – Weidenberg                                                                        | 60 perc  |